# Liste der Nummer-eins-Hits in Neuseeland (1982)
Dies ist eine Liste der Nummer-eins-Hits in Neuseeland im Jahr 1982. Sie basiert auf den offiziellen Single und Albums Top 40, die im Auftrag von Recorded Music NZ, dem neuseeländischen Vertreter der IFPI, ermittelt werden. Es gab in diesem Jahr 14 Nummer-eins-Singles und 14 Nummer-eins-Alben.

## Singles
| ← 1981 ← | Liste der Nummer-eins-Hits in Neuseeland | Liste der Nummer-eins-Hits in Neuseeland | Liste der Nummer-eins-Hits in Neuseeland                | 1983 →                    |
| \| Zeitraum \| Wo. ges. \| Interpret \| Titel Autor(en) \| Zusätzliche Informationen \| \| (Zeitraum, Wochen auf Platz eins, Interpret, Titel, Autor[en], zusätzliche Informationen) \| \| \| \| \| \| ----------------------------------------------------------------------------------------- \| -------- \| ----------------------------- \| ------------------------------------------------------- \| ------------------------- \| \| 20. Dezember 1981 – 23. Januar 1982 5 Wochen (insgesamt 8) \| 8 \| Howard Morrison \| How Great Thou Art \| – \| \| 24. Januar 1982 – 30. Januar 1982 1 Woche (insgesamt 3) \| 3 \| Olivia Newton-John \| Physical \| – \| \| 31. Januar 1982 – 6. Februar 1982 1 Woche (insgesamt 8) \| 8 \| Howard Morrison \| How Great Thou Art \| – \| \| 7. Februar 1982 – 13. Februar 1982 1 Woche \| 1 \| Dave Stewart & Barbara Gaskin \| It’s My Party \| – \| \| 14. Februar 1982 – 20. Februar 1982 1 Woche (insgesamt 8) \| 8 \| Howard Morrison \| How Great Thou Art \| – \| \| 21. Februar 1982 – 27. Februar 1982 1 Woche (insgesamt 3) \| 3 \| Men at Work \| Down Under \| – \| \| 28. Februar 1982 – 6. März 1982 1 Woche (insgesamt 8) \| 8 \| Howard Morrison \| How Great Thou Art \| – \| \| 7. März 1982 – 13. März 1982 1 Woche (insgesamt 3) \| 3 \| Men at Work \| Down Under \| – \| \| 14. März 1982 – 15. Mai 1982 9 Wochen \| 9 \| Ottawan \| Hands Up \| – \| \| 16. Mai 1982 – 19. Juni 1982 5 Wochen \| 5 \| The Human League \| Don’t You Want Me \| – \| \| 20. Juni 1982 – 17. Juli 1982 4 Wochen \| 4 \| Joan Jett and the Blackhearts \| I Love Rock ’n’ Roll \| – \| \| 18. Juli 1982 – 31. Juli 1982 2 Wochen \| 2 \| Prince Tui Teka \| E ipo \| – \| \| 1. August 1982 – 4. September 1982 5 Wochen \| 5 \| Toots & the Maytals \| Beautiful Woman \| – \| \| 5. September 1982 – 25. September 1982 3 Wochen \| 3 \| David Bowie \| Cat People (Putting Out Fire) \| – \| \| 26. September 1982 – 16. Oktober 1982 3 Wochen \| 3 \| Irene Cara \| Fame \| – \| \| 17. Oktober 1982 – 6. November 1982 3 Wochen \| 3 \| Trio \| Da Da Da I Don’t Love You You Don’t Love Me Aha Aha Aha \| – \| \| 7. November 1982 – 4. Dezember 1982 4 Wochen \| 4 \| Dexys Midnight Runners \| Come On Eileen \| – \| \| 5. Dezember 1982 – 22. Januar 1983 7 Wochen \| 7 \| Musical Youth \| Pass the Dutchie \| – \| |                                          |                                          |                                                         |                           |
| ← 1981 |                                          |                                          |                                                         | → 1983 →                  |
| Zeitraum | Wo. ges.                                 | Interpret                                | Titel Autor(en)                                         | Zusätzliche Informationen |
| (Zeitraum, Wochen auf Platz eins, Interpret, Titel, Autor[en], zusätzliche Informationen) |                                          |                                          |                                                         |                           |
| 20. Dezember 1981 – 23. Januar 1982 5 Wochen (insgesamt 8) | 8                                        | Howard Morrison                          | How Great Thou Art                                      | –                         |
| 24. Januar 1982 – 30. Januar 1982 1 Woche (insgesamt 3) | 3                                        | Olivia Newton-John                       | Physical                                                | –                         |
| 31. Januar 1982 – 6. Februar 1982 1 Woche (insgesamt 8) | 8                                        | Howard Morrison                          | How Great Thou Art                                      | –                         |
| 7. Februar 1982 – 13. Februar 1982 1 Woche | 1                                        | Dave Stewart & Barbara Gaskin            | It’s My Party                                           | –                         |
| 14. Februar 1982 – 20. Februar 1982 1 Woche (insgesamt 8) | 8                                        | Howard Morrison                          | How Great Thou Art                                      | –                         |
| 21. Februar 1982 – 27. Februar 1982 1 Woche (insgesamt 3) | 3                                        | Men at Work                              | Down Under                                              | –                         |
| 28. Februar 1982 – 6. März 1982 1 Woche (insgesamt 8) | 8                                        | Howard Morrison                          | How Great Thou Art                                      | –                         |
| 7. März 1982 – 13. März 1982 1 Woche (insgesamt 3) | 3                                        | Men at Work                              | Down Under                                              | –                         |
| 14. März 1982 – 15. Mai 1982 9 Wochen | 9                                        | Ottawan                                  | Hands Up                                                | –                         |
| 16. Mai 1982 – 19. Juni 1982 5 Wochen | 5                                        | The Human League                         | Don’t You Want Me                                       | –                         |
| 20. Juni 1982 – 17. Juli 1982 4 Wochen | 4                                        | Joan Jett and the Blackhearts            | I Love Rock ’n’ Roll                                    | –                         |
| 18. Juli 1982 – 31. Juli 1982 2 Wochen | 2                                        | Prince Tui Teka                          | E ipo                                                   | –                         |
| 1. August 1982 – 4. September 1982 5 Wochen | 5                                        | Toots & the Maytals                      | Beautiful Woman                                         | –                         |
| 5. September 1982 – 25. September 1982 3 Wochen | 3                                        | David Bowie                              | Cat People (Putting Out Fire)                           | –                         |
| 26. September 1982 – 16. Oktober 1982 3 Wochen | 3                                        | Irene Cara                               | Fame                                                    | –                         |
| 17. Oktober 1982 – 6. November 1982 3 Wochen | 3                                        | Trio                                     | Da Da Da I Don’t Love You You Don’t Love Me Aha Aha Aha | –                         |
| 7. November 1982 – 4. Dezember 1982 4 Wochen | 4                                        | Dexys Midnight Runners                   | Come On Eileen                                          | –                         |
| 5. Dezember 1982 – 22. Januar 1983 7 Wochen | 7                                        | Musical Youth                            | Pass the Dutchie                                        | –                         |

## Alben
| ← 1981 ← | Liste der Nummer-eins-Hits in Neuseeland | Liste der Nummer-eins-Hits in Neuseeland | Liste der Nummer-eins-Hits in Neuseeland | 1983 →                    |
| \| Zeitraum \| Wo. ges. \| Interpret \| Titel \| Zusätzliche Informationen \| \| (Zeitraum, Wochen auf Platz eins, Interpret, Titel, zusätzliche Informationen) \| \| \| \| \| \| ------------------------------------------------------------------------------ \| -------- \| ----------------------------- \| ---------------------------------- \| ------------------------- \| \| 13. Dezember 1981 – 16. Januar 1982 5 Wochen \| 5 \| Simon & Garfunkel \| The Simon and Garfunkel Collection \| – \| \| 17. Januar 1982 – 6. Februar 1982 3 Wochen \| 3 \| Blondie \| The Best of Blondie \| – \| \| 7. Februar 1982 – 27. März 1982 7 Wochen (insgesamt 10) \| 10 \| Men at Work \| Business as Usual \| – \| \| 28. März 1982 – 10. April 1982 2 Wochen \| 2 \| Elton John \| Jump Up! \| – \| \| 11. April 1982 – 24. April 1982 2 Wochen (insgesamt 10) \| 10 \| Men at Work \| Business as Usual \| – \| \| 25. April 1982 – 1. Mai 1982 1 Woche \| 1 \| DD Smash \| Cool Bananas \| – \| \| 2. Mai 1982 – 15. Mai 1982 2 Wochen (insgesamt 6) \| 6 \| Split Enz \| Time and Tide \| – \| \| 16. Mai 1982 – 22. Mai 1982 1 Woche \| 1 \| Anne Murray \| Greatest Hits Vol. II \| – \| \| 23. Mai 1982 – 5. Juni 1982 2 Wochen (insgesamt 10) \| 10 \| Men at Work \| Business as Usual \| – \| \| 6. Juni 1982 – 26. Juni 1982 3 Wochen \| 3 \| The Human League \| Dare! \| – \| \| 27. Juni 1982 – 17. Juli 1982 3 Wochen (insgesamt 5) \| 5 \| Roxy Music \| Avalon \| – \| \| 18. Juli 1982 – 24. Juli 1982 1 Woche \| 1 \| Joan Jett and the Blackhearts \| I Love Rock ’n’ Roll \| – \| \| 25. Juli 1982 – 31. Juli 1982 1 Woche (insgesamt 5) \| 5 \| Roxy Music \| Avalon \| – \| \| 1. August 1982 – 7. August 1982 1 Woche (insgesamt 6) \| 6 \| Split Enz \| Time and Tide \| – \| \| 8. August 1982 – 16. August 1982 2 Wochen \| 2 \| Cold Chisel \| Circus Animals \| – \| \| 15. August 1982 – 21. August 1982 1 Woche (insgesamt 5) \| 5 \| Roxy Music \| Avalon \| – \| \| 22. August 1982 – 11. September 1982 3 Wochen (insgesamt 6) \| 6 \| Split Enz \| Time and Tide \| – \| \| 12. September 1982 – 2. Oktober 1982 3 Wochen \| 3 \| ABC \| The Lexicon of Love \| – \| \| 3. Oktober 1982 – 27. November 1982 8 Wochen (insgesamt 12) \| 12 \| Dire Straits \| Love over Gold \| – \| \| 28. November 1982 – 4. Dezember 1982 1 Woche \| 1 \| The Kids from Fame \| The Kids from Fame \| – \| \| 5. Dezember 1982 – 22. Januar 1983 7 Wochen (insgesamt 12) \| 12 \| Dire Straits \| Love over Gold \| – \| |                                          |                                          |                                          |                           |
| ← 1981 |                                          |                                          |                                          | → 1983 →                  |
| Zeitraum | Wo. ges.                                 | Interpret                                | Titel                                    | Zusätzliche Informationen |
| (Zeitraum, Wochen auf Platz eins, Interpret, Titel, zusätzliche Informationen) |                                          |                                          |                                          |                           |
| 13. Dezember 1981 – 16. Januar 1982 5 Wochen | 5                                        | Simon & Garfunkel                        | The Simon and Garfunkel Collection       | –                         |
| 17. Januar 1982 – 6. Februar 1982 3 Wochen | 3                                        | Blondie                                  | The Best of Blondie                      | –                         |
| 7. Februar 1982 – 27. März 1982 7 Wochen (insgesamt 10) | 10                                       | Men at Work                              | Business as Usual                        | –                         |
| 28. März 1982 – 10. April 1982 2 Wochen | 2                                        | Elton John                               | Jump Up!                                 | –                         |
| 11. April 1982 – 24. April 1982 2 Wochen (insgesamt 10) | 10                                       | Men at Work                              | Business as Usual                        | –                         |
| 25. April 1982 – 1. Mai 1982 1 Woche | 1                                        | DD Smash                                 | Cool Bananas                             | –                         |
| 2. Mai 1982 – 15. Mai 1982 2 Wochen (insgesamt 6) | 6                                        | Split Enz                                | Time and Tide                            | –                         |
| 16. Mai 1982 – 22. Mai 1982 1 Woche | 1                                        | Anne Murray                              | Greatest Hits Vol. II                    | –                         |
| 23. Mai 1982 – 5. Juni 1982 2 Wochen (insgesamt 10) | 10                                       | Men at Work                              | Business as Usual                        | –                         |
| 6. Juni 1982 – 26. Juni 1982 3 Wochen | 3                                        | The Human League                         | Dare!                                    | –                         |
| 27. Juni 1982 – 17. Juli 1982 3 Wochen (insgesamt 5) | 5                                        | Roxy Music                               | Avalon                                   | –                         |
| 18. Juli 1982 – 24. Juli 1982 1 Woche | 1                                        | Joan Jett and the Blackhearts            | I Love Rock ’n’ Roll                     | –                         |
| 25. Juli 1982 – 31. Juli 1982 1 Woche (insgesamt 5) | 5                                        | Roxy Music                               | Avalon                                   | –                         |
| 1. August 1982 – 7. August 1982 1 Woche (insgesamt 6) | 6                                        | Split Enz                                | Time and Tide                            | –                         |
| 8. August 1982 – 16. August 1982 2 Wochen | 2                                        | Cold Chisel                              | Circus Animals                           | –                         |
| 15. August 1982 – 21. August 1982 1 Woche (insgesamt 5) | 5                                        | Roxy Music                               | Avalon                                   | –                         |
| 22. August 1982 – 11. September 1982 3 Wochen (insgesamt 6) | 6                                        | Split Enz                                | Time and Tide                            | –                         |
| 12. September 1982 – 2. Oktober 1982 3 Wochen | 3                                        | ABC                                      | The Lexicon of Love                      | –                         |
| 3. Oktober 1982 – 27. November 1982 8 Wochen (insgesamt 12) | 12                                       | Dire Straits                             | Love over Gold                           | –                         |
| 28. November 1982 – 4. Dezember 1982 1 Woche | 1                                        | The Kids from Fame                       | The Kids from Fame                       | –                         |
| 5. Dezember 1982 – 22. Januar 1983 7 Wochen (insgesamt 12) | 12                                       | Dire Straits                             | Love over Gold                           | –                         |